# Randall Smith
Randall Smith (8 mars 1960, Windsor, Ontario, Canada) est un compositeur de musique électroacoustique résidant à Toronto, Canada.

## Discographie
- 2022 Ephemeral fragments in liquid time[1]
- Sondes[2] (empreintes DIGITALes, IMED 9948, 1999), ressort en 2022[3]
- L'oreille voit[4] (empreintes DIGITALes, IMED 9416, 1994), ressort en 2022[5]

## Liste d'œuvres
- The Black Museum (1993)
- Collision (1996)
- Continental Rift (1995), violoncelle et bande
- Convergence (1998), accordéon et bande
- CounterBlast (1990)
- Elastic Rebound (1995)
- The Face of the Waters (1988)
- Fleeting Wheels of Changes (1987)
- InsideOut (1999)
- Liquid Fragments 1 (1996), contrebasse, flûte alto et bande
- One Voice Circles (2002)
- Ruptures (1991)
- The Unmoved Centre (1997)
- La volière (1994)
- Wavelengths (2004)

## N&R
1. ↑  « Ephemeral Fragments in Liquid Time, by Randall Smith », sur Randall Smith (consulté le 1er janvier 2024)
2. ↑  « Sondes, by Randall Smith », sur empreintes DIGITALes (consulté le 1er janvier 2024)
3. ↑  « Multiple Soundings, by Randall Smith », sur Randall Smith (consulté le 1er janvier 2024)
4. ↑  « L’oreille voit, by Randall Smith », sur empreintes DIGITALes (consulté le 1er janvier 2024)
5. ↑  « The Ear sees, by Randall Smith », sur Randall Smith (consulté le 1er janvier 2024)